# Laurens van Ravens
Laurens (Lau) van Ravens (né le 18 septembre 1922 à Schiedam et mort le 23 octobre 2018 à Ryswick) est un arbitre néerlandais de football.

## Carrière
Laurens van Ravens a officié dans des compétitions majeures : 
- Coupe d'Europe des vainqueurs de coupe de football 1968-1969 (finale)
- Coupe du monde de football de 1970 (2 matchs)
- Coupe des villes de foires 1970-1971 (finale aller)
- Coupe UEFA 1971-1972 (finale retour).